# (4449) Sobinov
(4449) Sobinov ist ein Hauptgürtelasteroid, der am 3. September 1987 von Ljudmila Iwanowna Tschernych vom Krim-Observatorium aus entdeckt wurde.
Der Asteroid wurde nach dem russischen Sänger Leonid Witaljewitsch Sobinow (1872–1934) benannt.